# 朱代德
33°53′0″N 35°34′0″E / 33.88333°N 35.56667°E

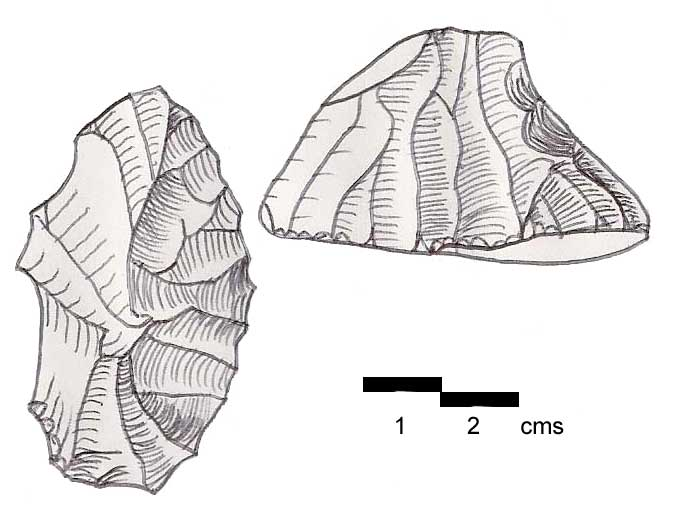

朱代德（阿拉伯语：‎），是黎巴嫩黎巴嫩山省迈坦县的首府，位於該國西部，面積2平方公里，海拔高度20米，2004年人口82,841，人口密度每平方公里49,605人。